# Microsoft Robotics Developer Studio

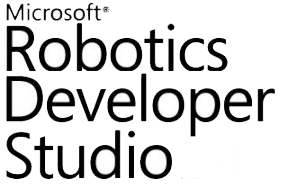
Logo

Microsoft Robotics Developer Studio  (Microsoft RDS, kurz MRDS) ist eine mit einheitlichen Schnittstellen versehene, universelle, grafische Integrierte Entwicklungsumgebung zum Simulieren und Ansteuern von Robotern, wie sie beispielsweise von fischertechnik oder Lego erhältlich sind. Neben den .Net-Framework-Programmiersprachen kann die Programmierung auch anhand von Flussdiagrammen (Datenflussplänen) erfolgen. Zu diesem Zweck schuf Microsoft die Grafische Programmiersprache Microsoft Visual Programming Language (VPL), die für Anfänger in der Programmierung vorgesehen ist, die bereits Grundkenntnisse besitzen, z. B. zu Variablen und Programmlogik. Diese Programmiersprache ist jedoch nicht auf Anfänger alleine begrenzt, sondern ist auch für fortgeschrittene Programmierer interessant, wenn es darum geht, schnell Prototypen oder Programmcodes zu entwickeln. Zwar ist die Toolbox auf die Entwicklung von Roboteranwendungen zugeschnitten, allerdings ist sie nicht darauf beschränkt und kann auch für andere Anwendungen eingesetzt werden.
Die für nicht kommerzielle Zwecke kostenlose Software basiert auf das .Net-Framework und läuft unter Windows XP und höher. Ab Version 4 wird das Kinect-SDK unterstützt.

## Programmpakete
- CCR & DSS Runtime
- Visual Programming Language (VPL)
- Simulation mit PhysX & XNA
- Beispiele für NXT Roboter und weitere

## Produktversionen
- Microsoft Robotics Studio 1.0 (erschienen am 9. April 2007)
- Microsoft Robotics Studio 1.5 (erschienen am 25. Juli 2007)
- Microsoft Robotics Developer Studio 2008 (erschienen am 20. April 2008)
- Microsoft Robotics Developer Studio 2008 R2 (erschienen am 18. Juni 2009)
- Microsoft Robotics Developer Studio 2008 R3 (erschienen am 20. Mai 2010)
- Microsoft Robotics Developer Studio 4 (erschienen am 8. März 2012)